# By landskommun, Dalarna
För landskommunen med detta namn i Värmland, se By landskommun, Värmland.
By landskommun var en tidigare kommun i dåvarande Kopparbergs län, nu Dalarnas län. Huvudort var By.

## Administrativ historik
När kommunalförordningarna den 1 januari 1863 inrättades i Sverige, cirka 2500 kommuner, de allra flesta så kallade landskommuner, men även köpingar och städer.
I By socken i Folkare härad i Dalarna inrättades då denna kommun.
Kommunen påverkades inte av 1952 års landsomfattande kommunreform. Redan tidigt i den process som utgjorde 1971 års kommunreform upphörde dock denna kommun och gick 1967 upp i dåvarande Avesta stad, från 1971 Avesta kommun.
Kommunkoden 1952-1966 var 2001.

### Kyrklig tillhörighet
I kyrkligt hänseende tillhörde kommunen By församling.

## Kommunvapnet
Blasonering: I blått fält en stående man av silver, som i högra handen håller en hammare och med vänstra handen stöder sig på en spade.
Detta vapen fastställdes av Kungl. Maj:t den 20 februari 1942. Vapnet upphörde när kommunen upplöstes 1967.

## Geografi
By landskommun omfattade den 1 januari 1952 en areal av 336,00 km², varav 309,70 km² land.

### Tätorter i kommunen 1960
I By kommun fanns tätorten Horndal, som hade 2 175 invånare den 1 november 1960. Tätortsgraden i kommunen var då 45,4 procent.

## Politik

### Mandatfördelning i valen 1938-1962
|  | 13 | 2 | 5 | 3 | 2 |

| 26 |

| 2 | 14 |  | 6 | 2 |  |

| 26 |

| 3 | 13 | 7 | 2 |  |

| 26 |

|  | 14 | 6 | 4 |  |

| 24 |

|  | 14 | 5 | 4 | 2 |

| 24 |

|  | 13 | 7 | 3 | 2 |

| 24 |

|  | 14 | 8 | 2 |  |

| 24 |